# Hot Summer
Hot Summer è una canzone house pop scritta e prodotta da Remee and Thomas Troelsen per il secondo album del trio pop tedesco Monrose. Il brano è stato pubblicato come terzo singolo del gruppo il 29 giugno 2007 e da allora ha raggiunto la posizione numero 1 nelle classifiche di Austria, Germania e Svizzera. La canzone è stata pubblicata come primo singolo del gruppo in Svezia e Paesi Bassi. In Italia il singolo è stato distribuito solo per radio e in download digitale su iTunes.

## Posizioni in classifica
| Classifica (2007)               | Posizione massima |
| ------------------------------- | ----------------- |
| Classifica singoli Austria      | 1                 |
| Billboard European Hot 100      | 6                 |
| Classifica IFPI Repubblica Ceca | 58                |
| Classifica singoli Germania     | 1                 |
| German Dance Chart              | 8                 |
| Classifica singoli Finlandia    | 19                |
| Lituania Airplay                | 22                |
| Classifica singoli Polonia      | 58                |
| Slovenia Airplay                | 3                 |
| Classifica singoli Slovenia     | 4                 |
| Classifica singoli Svizzera     | 1                 |
| World Top 100 Singles           | 12                |
| Euro Digital Tracks             | 4                 |

| Austrian Singles Chart | Austrian Singles Chart | Austrian Singles Chart | Austrian Singles Chart | Austrian Singles Chart | Austrian Singles Chart | Austrian Singles Chart | Austrian Singles Chart | Austrian Singles Chart | Austrian Singles Chart | Austrian Singles Chart | Austrian Singles Chart | Austrian Singles Chart | Austrian Singles Chart | Austrian Singles Chart | Austrian Singles Chart | Austrian Singles Chart | Austrian Singles Chart | Austrian Singles Chart |
| Settimana              | 01                     | 02                     | 03                     | 04                     | 05                     | 06                     | 07                     | 08                     | 09                     | 10                     | 11                     | 12                     | 13                     | 14                     | 15                     | 16                     | 17                     | 18                     |
| ---------------------- | ---------------------- | ---------------------- | ---------------------- | ---------------------- | ---------------------- | ---------------------- | ---------------------- | ---------------------- | ---------------------- | ---------------------- | ---------------------- | ---------------------- | ---------------------- | ---------------------- | ---------------------- | ---------------------- | ---------------------- | ---------------------- |
| Posizione              | 1                      | 2                      | 1                      | 1                      | 1                      | 3                      | 3                      | 3                      | 7                      | 9                      | 13                     | 16                     | 19                     | 37                     | 43                     | 46                     | 54                     | 58                     |

| German Singles Chart | German Singles Chart | German Singles Chart | German Singles Chart | German Singles Chart | German Singles Chart | German Singles Chart | German Singles Chart | German Singles Chart | German Singles Chart | German Singles Chart | German Singles Chart | German Singles Chart | German Singles Chart | German Singles Chart | German Singles Chart | German Singles Chart |
| Settimana            | 01                   | 02                   | 03                   | 04                   | 05                   | 06                   | 07                   | 08                   | 09                   | 10                   | 11                   | 12                   | 13                   | 14                   | 15                   | 16                   |
| -------------------- | -------------------- | -------------------- | -------------------- | -------------------- | -------------------- | -------------------- | -------------------- | -------------------- | -------------------- | -------------------- | -------------------- | -------------------- | -------------------- | -------------------- | -------------------- | -------------------- |
| Posizione            | 2                    | 1                    | 2                    | 2                    | 2                    | 3                    | 8                    | 10                   | 14                   | 17                   | 21                   | 28                   | 34                   | 42                   | 55                   | 59                   |

| Swiss Singles Chart | Swiss Singles Chart | Swiss Singles Chart | Swiss Singles Chart | Swiss Singles Chart | Swiss Singles Chart | Swiss Singles Chart | Swiss Singles Chart | Swiss Singles Chart | Swiss Singles Chart | Swiss Singles Chart | Swiss Singles Chart | Swiss Singles Chart | Swiss Singles Chart | Swiss Singles Chart | Swiss Singles Chart | Swiss Singles Chart | Swiss Singles Chart | Swiss Singles Chart | Swiss Singles Chart | Swiss Singles Chart | Swiss Singles Chart | Swiss Singles Chart | Swiss Singles Chart | Swiss Singles Chart | Swiss Singles Chart | Swiss Singles Chart |
| Settimana           | 01                  | 02                  | 03                  | 04                  | 05                  | 06                  | 07                  | 08                  | 09                  | 10                  | 11                  | 12                  | 13                  | 14                  | 15                  | 16                  | 17                  | 18                  | 19                  | 20                  | 21                  | 22                  | 23                  | 24                  | 25                  | 26                  |
| ------------------- | ------------------- | ------------------- | ------------------- | ------------------- | ------------------- | ------------------- | ------------------- | ------------------- | ------------------- | ------------------- | ------------------- | ------------------- | ------------------- | ------------------- | ------------------- | ------------------- | ------------------- | ------------------- | ------------------- | ------------------- | ------------------- | ------------------- | ------------------- | ------------------- | ------------------- | ------------------- |
| Posizione           | 12                  | 5                   | 2                   | 2                   | 1                   | 1                   | 2                   | 3                   | 7                   | 9                   | 11                  | 12                  | 17                  | 16                  | 25                  | 33                  | 41                  | 52                  | 61                  | 63                  | 80                  | 77                  | 100                 | 100                 | 83                  | 94                  |

## Tracce

### CD single
1. "Hot Summer (Radio Edit)" - 3:28
2. "Hot Summer (Tai Jason Remix)" - 3:38
3. "Hot Summer (Beathoavenz Club Remix)" - 3:42
4. "Hot Summer (Mozart & Friends PFM House Mix)" - 3:58
5. "Scream (Album Version)" - 3:10